# Про місто Боже
Про місто Боже проти язичників (лат. De Civitate Dei contra paganos) — один з основних трактатів філософа і богослова Аврелія Августина Блаженного, в якому було здійснено спробу систематизувати універсальну схему священної історії та показати підпорядкованість й залежність від неї світської історії.

## Історія створення
Передумовою написання трактату можна вважати дату 410 року, коли Рим був захоплений і пограбований остготами Аларіха: тоді багато освічених людей сприйняли  цей факт як початок «кінця світу». Для всіх видавалося неприродним, що Рим — «владика всесвіту», «світоч  цивілізації», був повалений ордою варварів. Тоді ж Аврелій Августин вирішує написати трактат, спираючись на Святе Письмо, де подає християнську версію історичного розвитку. 

## Зміст
У трактаті Августин Аврелій не тільки відводить від християнства звинувачення в тому, що падіння Риму було покаранням богів за «зраду» римлянами поганських культів, але й відповідає на більш загальне питання: що нового внесло християнство у історичну свідомість європейських народів.

## Український переклад
Блаженний Августин. Про Місто Боже / Пер. з лат. Содомори П.А. // Патріярхат. – 2005. - № 4. – С. 21.